# Arenostola
Arenostola é um gênero de traça pertencente à família Arctiidae.